# Ruotsukainen
Ruotsukainen är en kulle i Finland. Den ligger i Savukoski kommun landskapet Lappland, i den norra delen av landet, 800 km norr om huvudstaden Helsingfors. Toppen på Ruotsukainen är 340 meter över havet.
Terrängen runt Ruotsukainen är huvudsakligen platt. Trakten runt Ruotsukainen är nära nog obefolkad, med mindre än två invånare per kvadratkilometer.